# 人狼VI之怪物
《人狼VI之怪物》（英語：Howling VI: The Freaks）是一部1991年英国制作的直接发行录像带的恐怖電影，由霍普·佩雷罗（Hope Perello）执导，凯文·洛克（Kevin Rock）编剧，主演有布伦丹·休斯（Brendan Hughes）、布魯斯·培恩、米歇尔·马西森（Michele Matheson）、肖恩·格雷戈里·沙利文（Sean Gregory Sullivan）以及卡罗尔·林利（Carol Lynley）。《人狼VI之怪物》是该系列八部相互独立但又大致连贯的影片中的第六部。
与系列大多数作品类似，《人狼VI之怪物》大致基于加里·布兰德纳（Gary Brandner）创作的《破膽三次》系列小说改编。影片中融入了第三部小说《破膽三次III：回声》（The Howling III: Echoes）中的一些次要元素，比如一位被诅咒为悲情狼人、四处漂泊的流浪者，后来被一位超自然生物招募，以及狼人被用于马戏团畸形秀的情节。

## 剧情
一名年轻女孩在树林中奔跑，被某个生物追赶，最终被困住并杀害。之后，名叫伊恩·理查兹的青年流民来到沙漠小镇坎顿布拉夫，他与当地牧师杜威结为朋友，在教堂找到一份维修工作的差事。伊恩也与杜威的女儿伊丽莎白相识，两人互相吸引。某天，一个流动马戏团来到小镇，伊恩带伊丽莎白前去观赏。在那里，他们见到了马戏团老板R·B·哈克的“畸形秀”：他的助手贝拉米会咬下活鸡的头；侏儒男子图恩斯长有第三只手；图恩斯的恋人卡尔/卡洛塔是个跨性别夜总会歌手；还有患有鱼鳞病、以“鳄鱼男孩”名义登台的温斯顿。当晚，地方银行的行长安娜·埃丁顿在单独与哈克接触后神秘失踪。
此后，伊恩试图在满月前离开镇子，因为他其实是个狼人。然而，他未能如愿，变身过程被贝拉米目击，贝拉米便将此事告知哈克。哈克俘虏伊恩，利用一块水晶護身符及古老咒语，强迫伊恩变身给杜威和伊丽莎白看。第二天，伊恩醒来时发现自己被囚禁在马戏团中。哈克现身，谎称伊丽莎白已被他以狼人形态杀死，令他陷入悲痛。实际上，哈克只是骗他留下，就如同他之前诱骗其他怪物一样，例如温斯顿。
温斯顿与伊恩成了朋友，请求伊恩将自己变为狼人，因为他希望摆脱外貌的困扰。伊恩拒绝，鼓励温斯顿离开马戏团，告诉他不需要靠哈克生存。警长富勒来探望伊恩，透露伊丽莎白实际上还活着。但伊恩仍选择继续被囚禁，以免再伤害他人。哈克随后让伊恩加入畸形秀，再次强迫他在众人面前变身。当晚变身后，哈克将温斯顿的宠物猫丢给伊恩，试图诱导他杀猫，但伊恩却把猫还给温斯顿，令哈克愤怒，当即中止演出，随后命贝拉米严厉惩罚伊恩。
富勒开始怀疑哈克，在马戏团中发现安娜的尸体后，试图逮捕哈克，哈克却揭示自己真实身份为吸血鬼并将其杀害。第二天，镇民发现富勒的尸体，纷纷将责任归咎于伊恩。伊恩设计骗过贝拉米成功逃脱，打算与相信他无辜的伊丽莎白私奔。当晚，哈克又杀害了市长普鲁伊特。伊恩向伊丽莎白坦白，哈克其实早年杀害了他的家人，还将狼人诅咒施加在他身上。伊恩决定回到马戏团与哈克决一死战，却遭哈克率领一群持枪暴民设伏。哈克命令众人开枪，但他们拒绝，说伊恩只是个普通人。愤怒的哈克变为吸血鬼，众人见武器无效便四散逃跑，哈克随即追杀伊恩。
伊丽莎白赶到马戏团，遭图恩斯袭击，不得不开枪将其杀死。卡尔/卡洛塔目睹后攻击伊丽莎白，但被赶到的杜威用箭射死。伊恩随后发现贝拉米尸体，可能是因放走伊恩被哈克所杀。伊恩与哈克展开战斗，但不敌。温斯顿为帮助伊恩变身，夺下哈克的护符并念出咒语。伊恩变身成狼人，哈克攻击温斯顿并咬伤其颈部，伊恩试图救他时，也被哈克诱导咬了温斯顿。愤怒之下，伊恩用帐篷的木桩刺入哈克的心脏，然后撕开帐篷的一侧，让阳光照入将哈克烧为灰烬。伊恩恢复人形后，带着伤重的温斯顿离开马戏团，步入乡野，伊丽莎白与杜威父女目送他们离开。

## 演员
- 布伦丹·休斯（Brendan Hughes） 饰 伊恩·理查兹（Ian Richards）
- 布魯斯·培恩（Bruce Payne，片中署名为Bruce Martyn Payne）饰 R·B·哈克（R.B. Harker）
- 米歇尔·马西森（Michele Matheson）饰 伊丽莎白（Elizabeth）
- 杰里德·巴克利（Jered Barclay）饰 杜威牧师（Pastor Dewey）
- 肖恩·格雷戈里·沙利文（Sean Gregory Sullivan）饰 温斯顿·塞勒姆三世（Winston Salem III）
- 安东尼奥·法加斯（Antonio Fargas）饰 贝拉米（Bellamey）
- 卡罗尔·林利（Carol Lynley）饰 安娜·埃丁顿小姐（Miss Anna Eddington）
- 克里斯托弗·莫利（Christopher Morley）饰 卡尔 / 卡洛塔（Carl / Carlotta）
- 迪普·罗伊（Deep Roy）饰 图恩斯（Toones）
- 盖瑞·塞万特斯（Gary Cervantes，片中署名为 Carlos Cervantes）饰 富勒警长（Sheriff Fuller）
- 兰迪·佩利什（Randy Pelish）饰 市长普鲁伊特（Mayor Pruitt）
- 本·克罗南（Ben Kronen）饰 汉克（Hank）
- 约翰·A·内里斯（John A. Neris）饰 厄尔·巴特利特（Earl Bartlett）
- 阿尔·怀特（Al White）饰 马戏团工人（Carny Worker）
- 杰里米·韦斯特（Jeremy West）饰 莱斯特（Lester）
- 克里斯蒂安·罗里格（Christian Roerig）饰 狼人（Werewolf）

## 制作
《人狼VI之怪物》是继原作之后首部在美国拍摄的《破膽三次》系列电影。本片的大部分特效由艺术家托德·马斯特斯（Todd Masters）负责，但由于导演霍普·佩雷罗（Hope Perello）认为这些特效对推动剧情或角色发展无实质作用，因而大多被删减。佩雷罗表示，她希望打造的是一部更具心理深度与角色刻画的恐怖片，而非单纯依赖血腥视觉冲击的作品。

## 发行
本片于1991年由国际影像娱乐公司（International Video Entertainment）以VHS形式发行。此后，Artisan Home Entertainment与Timeless Media Group将本片与《人狼復活》以双片装形式发行DVD版本，亦曾与《人狼IV之噩夢》和《人狼復活》一同推出DVD与藍光三合一套装。